# Дебуа, Патрик
Патрик Дебуа (фр. Patrick Desbois; род. 1955, Шалон-сюр-Сон) — французский католический священник. Сделал многое для исследования истребления евреев нацистами на территории Украины, Белоруссии и России и других восточноевропейских стран.

## Биография
Окончил математический факультет университета Бургундии. Преподавал математику в школе, в том числе в Дедугу в бывшей французской колонии Буркина-Фасо.
Решив стать священником, в 1981 году поступил, и в 1986 году окончил католическую семинарию «Общества Прадо» в Лионе. Был кюре в Крезо. С 1992 года был секретарем кардинала Альбера Декутрэ, архиепископа Лионского, по связям с еврейскими общинами. С 1999 года — секретарь комиссии Конференции католических епископов Франции по связям с иудаизмом.

## Работа с «Яхад — Ин Унум»
С 2002 года провел ряд исследований Холокоста сначала на Украине, затем также в Белоруссии, России, Молдавии, Литве, Польше и Румынии. К этому Дебуа подтолкнула история его собственного деда, который во время Второй мировой, будучи французским военнопленным, находился в заключении в германском лагере в Раве-Русской.
Дебуа разыскивал места расстрела и захоронения евреев и цыган, собирал рассказы свидетелей убийств евреев нацистами, исследовал немецкие и советские (материалы ЧГК по преступлениям фашистов) архивные материалы. Сначала занимался этим лично, а в 2004 году основал организацию «Яхад-ин Унум» (Yahad-In Unum, что означает на русском «вместе»), продолжающую эти исследования в более крупном масштабе.
В июне 2014 года «Яхад — Ин Унум» начал вести исследовательскую работу по блокаде Ленинграда, собирая и записывая интервью с очевидцами. На то время в живых оставалось всего лишь нескольких тысяч переживших эту трагедию. Во время первых исследовательских поездок в Санкт Петербург и Ленинградскую область команде «Яхад — Ин Унум» удалось записать 76 интервью с жителями блокадного Ленинграда. В 2015 году документировались воспоминания участников Сталинградской битвы.
В конце марта 2002 года «Яхад — Ин Унум» сообщила, что совместно с Мемориальным центром Холокоста «Бабий Яр» займется расследованием преступлений, совершённых российской армией в ходе вторжения на Украину.

## Признание
Получил множество наград. Является почётным доктором ряда университетов Израиля, США и Канады. В мае 2014 года президент Франции Франсуа Олланд отметил деятельность Патрика Дебуа.
В апреле 2015 года Патрик Дебуа получил почетный знак МИДа России «За вклад в международное сотрудничество». Также он стал лауреатом премии «Мир без нацизма» в номинации «Никто не забыт, ничто не забыто».

## Сочинения
- Porteur de mémoires : sur les traces de la Shoah par balles, Michel Lafon, Paris, 2007.
- The Holocaust by Bullets: A Priest’s Journey to Uncover the Truth Behind the Murder of 1.5 Million Jews. 2008.